# Кільдінстрой
Кільдінстрой (рос. Кильдинстрой) — смт у Кольському районі Мурманської області Російської Федерації.
Населення становить 1947 осіб. Належить до муніципального утворення Кільдінстройське міське поселення .

## Населення
| 1939  | 1959  | 1970  | 1979  | 1989  | 2002  | 2009  |
| ----- | ----- | ----- | ----- | ----- | ----- | ----- |
| 2719  | ↗4174 | ↗4376 | ↘4313 | ↘3731 | ↘2861 | ↘2733 |
| 2010  | 2011  | 2012  | 2013  | 2014  | 2015  | 2016  |
| ↘2063 | ↘2041 | ↘1976 | →1976 | ↘1936 | ↗1948 | ↘1938 |
| 2017  | 2018  | 2019  |       |       |       |       |
| ↘1918 | ↗1922 | ↗1947 |       |       |       |       |